# スキップ櫓
スキップ櫓（スキップやぐら）は、鉱山の坑道の内で、傾斜した坑道つまり斜坑施設と接続された捲揚施設。スキップを使わない場合には、必要のない施設でもある。

## 概要

### スキップとは
「スキップ」とは鉱車に積んだ鉱物（またはボタ）を捲揚げるのではなく、鉱物（またはボタ）を直に積み込み地下から地上へ斜線上または垂直に運ぶために使われる装置である。斜坑用と、ボタ山（硬山）用（竪坑でも使われている）で、それぞれの構造が異なる。搬送される容器は斜坑用、竪坑用、硬山用のいずれも「スキップ」と呼ばれる。

### スキップ櫓
斜坑を経由して地上と採掘切羽のある地下とを連絡する手段としては、人車や鉱車といったトロッコをワイヤーに結合して捲揚機で昇降させるのが一般的であるが、この場合の斜坑の傾斜は30度程度が限界である。これよりも斜度の大きな斜坑（40 - 50度）で人車や鉱車を使用せずに「スキップ」によって鉱石の輸送をおこなうための施設が「スキップ櫓」である。形状はドラム式捲揚機での竪坑櫓と似ている。ただし、ステーが坑口から繋がるレールを兼ねているために、竪坑櫓と方向は逆に、捲揚機のない方にステーが着くように建設される。

### 斜坑でのスキップの使用
スキップには上側に車輪が取り付けられ、その状態の時に箱の下になる側と繋がる枠がはまり、枠が箱にはまった状態の時に下になる側にスキップに取り付けられている車輪よりも広い軌間の車輪が取り付けられている．
斜坑の最深部に設置されたメジュワリングポケットと呼ばれる計量ホッパーから、スキップに規定量の鉱物が投入される。このとき、地上側には鉱物を放出した状態のスキップがあり、竪坑でのドラム式捲揚機と同じように捲揚げると，地上側のスキップが降下し、積み込みが終わった地下のスキップが上昇する。
坑口から櫓に繋がる軌条を上昇すると、軌間が狭い軌条は水平に、幅の広い軌条はそのまま櫓の上へ進む形で設置されている。スキップに直接取り付けられた車輪が水平な軌条を進むのに対し、枠に取り付けられている車輪は枠とともに上昇する。その結果、前方が水平なまま後方のみ上昇することでスキップの箱は上下反転し、中の鉱物は櫓に取り付けられているホッパーへ落下する。
スキップ櫓を擁する斜坑は、日本では、海軍炭鉱の志免鉱業所の志免第八坑の本卸し坑口と住友忠隈炭鉱に設置例がある。因みに志免第八坑のスキップは，6.5トン積みであった．

## 竪坑のスキップ
竪坑で使われるスキップは、竪坑のケージをスキップに変えているので、スキップ櫓は使われず、竪坑櫓が使われる。竪坑でのスキップは、斜坑で使われるスキップとは違い、車輪は取り付けられておらず、ロープクランプが付けられて上部でメインロープに繋げられ、捲揚がケーぺ式の場合は底にテールロープが取り付けられる。竪坑用のスキップの底は斜めになっており、地上の卸口へ落とし込むために、ケージ式よりも高い位置まで捲揚げられる。底の斜めの下側になる方が外向きに取り付けられており、その部分の側面が開き、鉱物をホッパー等の落とし口へ落とし込むように使用する。

## ボタ山用のスキップ
撰炭場（または撰鉱場）で、鉱物と鉱物以外の物や、石炭の場合には品質のよくないものがよりわけられ、処分される。処分されるボタまたはズリは、ボタ山へ積み上げて廃棄されるために、ボタスキップの積み込みの場所までは、鉱車（ボタ）のトロッコやベルトコンベアーで運ばれ、ボタ積み込みビンからボタ専用のスキップ（大体鉱車1両分）へ積み込み、ボタ山の頂上へ線路を敷き、繋げられたワイヤーロープで、引き捲揚げられる。頂上へ着くとワイヤーにより側面の板が自動的に引き上げられ、への字形になった底部から積み込まれたボタは自然落下して、ボタ山が積み上がる。